# Deborah Crombie
Pour les articles homonymes, voir Crombie.
Deborah Crombie (née Deborah Darden à Dallas le 6 juin 1952) est un écrivain américain, auteur de la série policière ayant pour héros le Superintendant Duncan Kincaid et sa collaboratrice le sergent Gemma James.

## Biographie
Deborah Crombie a grandi au Texas. Elle a vécu au Royaume-Uni en compagnie de son premier mari, Peter Crombie, tout d'abord à Édimbourg (Écosse), puis à Chester (Angleterre). Elle vit actuellement à McKinney (Texas), en compagnie de son mari Rick Wilson.

## Œuvre

### Romans
- Meurtres en copropriété (A Share in Death), 1993
- Le Dernier Printemps de Jasmine (All Shall be Well), 1994
- Ne réveillez pas les morts (Leave the Grave Green), 1995
- Ce mort que nul ne pleure (Mourn Not Your Dead), 1996
- Une affaire très personnelle (Dreaming of the Bones), 1997
- Le passé ne meurt jamais (Kissed a Sad Goodbye), 1999
- Les Mystères de Glastonbury (A Finer End), 2001
- Noël sanglant à Notting Hill (And Justice There is None), 2002
- L'Empire du malt (Now May You Weep), 2003
- Chambre noire (In a Dark House), 2005
- Une eau froide comme la pierre  (ISBN 9782226195678) (Water Like a Stone, 2007  (ISBN 978-0060525279))
- Les Larmes de diamant  (ISBN 978-2226218599) (Where Memories Lie, 2008  (ISBN 978-0061287510))
- La Loi du sang (Necessary as Blood), 2012
- Mort sur la Tamise (No Mark upon Her), 2012
- L’Incendie du Crystal Palace (The Sound of Broken Glass), 2016
- To Dwell in Darkness (2014)
- Garden of Lamentations (2017)
- A Bitter Feast (2019)
- A Killing of Innocents (2023)